# Burg Sachsendorf
Die Burg Sachsendorf war eine Niederungsburg in der Marktgemeinde Burgschleinitz-Kühnring. Die Burg wurde in der Mitte des 11. Jahrhunderts als Festes Haus am Rücken des Manhartsbergs erbaut und war im 13. Jahrhundert vermutlich der Sitz des Minnesängers Ulrich von Sachsendorf.
Als erster urkundlich belegter Besitzer wird in einem Dokument der Kuenringer aus der Zeit um 1180/1185 Alhart de Sassendorf genannt. Spätere Besitzer waren unter anderem Ulrich von Sachsendorf (1230 und 1249 erwähnt), Ulrich der Zink von Sachsendorf (1340), Niklas Pillung von St. Gilgenberg (1384) und Konrad von Kreig (1430). 1475 übertrug Wilhelm von Missingdorf Sachsendorf nach mehrfachem Besitzerwechsel an die Fellabrunner zu Losensteinleiten. Gegen Ende der 1470er-Jahre wurde die Burg von ungarischen Truppen zerstört und nicht wieder aufgebaut.
Das Areal der Burg ist von einem Erdwall umgeben und umfasst eine Fläche von rund 3.600 m². Durch einzelne Holz- und Keramikfunde ist belegt, dass an dieser sumpfigen Stelle in der Mitte des 10. Jahrhunderts bereits unbefestigte Holzhütten standen, die gegen Ende des Jahrhunderts durch einen Steinturm mit 1,5 Meter dicken Mauern ergänzt wurden. Der Turm wurde zwar im 11. Jahrhundert wieder abgerissen, jedoch war das Areal auch danach weiterhin durch Holzpalisaden geschützt. In der Mitte des 13. Jahrhunderts begann man mit der Errichtung einer wehrhaften Burg, die mit einer rechteckigen Ringmauer umgeben wurde.
Bei archäologischen Ausgrabungen ab 1987 wurden die Reste einer romanischen Kapelle mit eingezogener Halbkreisapsis aus der Zeit um 1180/90 freigelegt. Deren Mauern sind bis zu einer Höhe von etwa 1,5 Meter erhalten und weisen zum Teil noch Reste vom Originalverputz auf. Westlich davon erheben sich die Reste eines ehemaligen Wohnturms mit einer Mauerstärke von etwa drei Meter.
Ein Teil der ehemaligen Holzpalisaden wurde im 20. Jahrhundert rekonstruiert. Informationstafeln geben Aufschluss über die Baugeschichte.